# Profeminizam
Profeminizam je izraz kojim se označavaju oni pojedinci, ideologije i pokreti koji u potpunosti ili većoj mjeri podržavaju feminističku ideologiju, odnosno ciljeve feminističkog pokreta, ali se sami ne smatraju feministima.
Najčešće se pro-feministima nazivaju muškarci koji po mišljenju dijela feministkinja, ali i samih profeminističkih muškaraca, samim time što su muškarci ne mogu dijeliti 
ženski, odnosno feministički pogled na svijet.
S druge strane, i neke žene i muškarci se ponekad nazivaju pro-feministima i pro-feministkinjama, a to obrazlažu time da je feminizam i ostvaranje ciljeva feminističkog pokreta samo dio šireg svjetonazora.
Također neke feminističke organizacije imaju muške članove koji se nazivaju feministima, te se odbacuje izraz profeministički.